# Hoankyoku
 (mai 2019).
Si vous disposez d'ouvrages ou d'articles de référence ou si vous connaissez des sites web de qualité traitant du thème abordé ici, merci de compléter l'article en donnant les références utiles à sa vérifiabilité et en les liant à la section « Notes et références ».
La Hoankyoku (保安局 ほあんきょく) est l'agence de renseignement du Mandchoukouo.

## Contexte
L'état du Mandchoukouo est fondé en 1932, mais beaucoup de forces résistantes à la domination japonaise se trouvent encore sur le territoire. Composées de bandits ou d'anciens militaires, leurs membres sont Soviétiques, Chinois nationalistes et Chinois communistes. De plus, des membres du Kuomintang avaient infiltré la bureaucratie mandchoue.
La police, dont le travail était de réduire à néant ces forces de résistance, était composée de nombreuses ethnies différentes, ce qui rendait difficile la dissimulation d'informations secrètes. C'est pourquoi a été envisagée la création d'une organisation secrète possédant un niveau de confidentialité aussi élevé que celui de la Tokkō, dont l'existence elle-même était secrète.
La Hoankyoku est fondée en décembre 1937 (Kokutoku 4) sous la couverture d'une division de la police. Très proche de l'armée du Guandong, elle recevait ses ordres de la police secrète de cette armée. Tous les directeurs de la Hoankyoku étaient Japonais.

## Structure
En 1944 (Kokutoku 11)
- Division 1 (affaires générales)
- Division 2 (investigations)
- Division 3 (contre-espionnage général)
- Division 4 (contre-espionnage étranger)
- Division 5 (informations secrètes)
- Division 6 (contre-espionnage sans lien et recherche radio non autorisée)
- Division 7 (contre-espionnage de communication)
- Division 8 (tactiques secrètes de guerre)
- Institut Ryokuen (formation)